# 寨里河乡
寨里河乡是中国山东省日照市莒县下辖的一个乡。

## 行政区划
寨里河乡下辖寨里河村、马家河水村、陶河峪村、穆家寨村、北小寨村、北墩子村、季家车沟村、薛家车沟村、鞠家岭村、莲花岭村、岭泉官庄村、唐家河水村、龙尾村、向阳寨村、东王标村、白家王标村、王标东村、王标西村、王标大前村、王标小前村、前牛店村、后牛店村、陡崖村、大坪子村、小坪子村、孙家沟村、唐家沟村、姚家沟村、牛家沟子村、周王河北村、周王河南村、南上涧村、马连坡村、老虎峪村、孟家疃村、小窑村、左家岭村、大门庄村、付家门庄村、门庄沟村、上麻峪子村、下麻峪子村、双石头村、三家官庄村、南小寨村、大翟家沟村、小翟家沟村、春报沟村、青山沟村、龙头沟村、冯家庄村、老营村、雷古台村。